# Ghiacciaio Sørsdal
Il ghiacciaio Sørsdal è un ghiacciaio lungo circa 27 km situato sulla costa di Ingrid Christensen, nella Terra della Principessa Elisabetta, in Antartide. Il ghiacciaio, che risulta essere ricco di crepacci e spaccature, fluisce verso ovest scorrendo lungo il lato meridionale dei colli Vestfold fino a entrare nella baia di Prydz formando una lunga lingua glaciale.

## Storia
Il ghiacciaio Sørsdal fu scoperto nel febbraio 1935 dalla baleniera norvegese Thorshavn, comandata dal capitano Klarius Mikkelsen e di proprietà dell'armatore norvegese Lars Christensen, e fu così battezzato in onore di Lief Sørsdal, un dentista che fece parte della squadra partita dalla Thorshavn e che sbarcò all'estremità settentrionale dei colli Vestfold.